# Paragonimus mexicanus
Paragonimus mexicanus es una especie de platelminto parásito que infecta a los humanos y a otros mamíferos en México, Centroamérica, Colombia, Venezuela, Ecuador y Perú.
La duela adulta mide entre 7 y 13 mm por 5,5 a 7,5 mm, aovadas con un aplanamiento en sentido dorsoventral, de color castaño rojizo, tegumento grueso y cubierto de espinas. Tiene una ventosa oral y un receptáculo. Se localiza preferentemente en los pulmones pero puede afectar otros órganos vitales.

## Ciclo Biológico
Son hermafroditas. Sus huevos son expulsados en las expectoraciones y una vez eclosionan, las microlarvas o miracidios buscan e infiltran un caracol, principalmente del género Aroapyrgus y forman un esporoquiste hasta que se transforman en cercarias que infectan a un segundo hospero, algún crustáceo de agua dulce, principalmente cangrejos de los géneros Hypolobocera, Potamocarcinus, Ptychophallus, Pseudothelphusa, Strengeriana y Zilchiopsis. La larva traspasa el aparato digestivo del mamífero hacia sus múculos abdominales o intercostales desde donde pasa más tarde a los pulmones
El consumo de los cangrejos crudos o mal cocidos produce la infección del hospedero definitivo que contrae así la paragonimosis o paragonimiasis. La prevención efectiva se logra cocinando bien los cangrejos y además lavando muy bien las manos y utensilios con que se ha manipulado el animal crudo. Existen medicamentos adecuados para curar la enfermedad.